# Ваганово (Кичменгско-Городецкий район)
Ваганово — деревня в Кичменгско-Городецком районе Вологодской области.
Входит в состав Кичменгского сельского поселения, с точки зрения административно-территориального деления — в Кичменгский сельсовет.
Расстояние по автодороге до районного центра Кичменгского Городка составляет 12 км, до центра муниципального образования Кичменгского Городка — 12 км. Ближайшие населённые пункты — Захарово, Глебово, Некипелово, Киркино.
Население по данным переписи 2002 года — 41 человек (19 мужчин, 22 женщины). Преобладающая национальность — русские (98 %).